# Nauk
Nauk je ključna misel zgodb (po navadi bajk in ljudskih zgodb), ki potrjuje določeno moralno idejo.
Nauk je po navadi na koncu zgodbe, včasih pa je le vtkan v zgodbo in ni posebej izpostavljen.
Nekaj naukov:
-kdor drugemo jamo koplje, sam vanjo pade,
-kdor visoko leta, nizko pade,
-ne kiti se tujim perjem,
-lahko je zaničevati, česar ni mogoče dobiti,
-jabolko ne pade daleč od drevesa,
-bolje kos kruha v miru kot pojedina v prepiru, kamen na kamen palača, zrno na zrno pogača.